# El Vigía (Morelos)
El Vigía es una localidad del estado mexicano de Morelos. Es parte del municipio de Tlalnepantla.

## Toponimia
La localidad recibió el nombre de «El Vigía» durante la revolución mexicana, debido a la presencia de un vigía a la entrada del pueblo para advertir de la presencia de las tropas revolucionarias.

## Demografía
| Gráfica de evolución demográfica |
|                                  |

| Censo | Población |
| ----- | --------- |
| 1940  | 201       |
| 1950  | 225       |
| 1960  | 306       |
| 1970  | 395       |
| 1980  | 511       |
| 1990  | 566       |
| 2000  | 715       |
| 2010  | 832       |
| 2020  | 1018      |